# 1825年逝世人物列表
下面是1825年逝世的知名人士列表。
1825年逝世人物列表：1月 - 2月 - 3月 - 4月 - 5月 - 6月 - 7月 - 8月 - 9月 - 10月 - 11月 - 12月

## 1月

### 2日
- 卡斯帕·齊格弗里德·蓋勒，德國行政律師和阿爾托納市長

### 4日
- 费迪南多一世，兩西西裡國王（1815/16-1825），那不勒斯國王（1759-1806），西西里國王（1759-1815）
- 威廉·麥克雷，美國政治家
- 馬格達萊納·泡利，德國慈善家

### 5日
- 阿爾佈雷希特·威廉·馮·潘維茨，普魯士地區行政長官
- 克利斯蒂安·莫里茨·泡利，德國教育家和語言學家
- 約瑟夫·貝內迪克特·馮·圖恩-瓦爾薩西納，德國天主教神職人員

### 8日
- 伊莱·惠特尼，美國發明家
- 克利斯蒂安·海因里希·沃爾克，德國啟蒙運動教育家

### 10日
- 約翰·克利斯蒂安·保爾森，德國林務員
- 恩格爾哈德·本傑明·施威克特，德國出版商

### 11日
- 弗朗茨·奧托·馮·克萊斯特，普魯士軍官和Pur le Mrite勳章（軍事勳章）獲得者
- 克利斯蒂安·弗裡德里希·穆勒，德國新教神職人員、作家和歷史學家

### 12日
- 魯道夫·安德列，德國農民

### 14日
- 小喬治·丹斯，英國建築師
- 約翰·馬丁·蓋裡格，德國羅馬天主教神職人員
- 羅伯特·古德洛·哈珀，美國政治家

### 15日
- 彼得·卡爾·威廉·馮·霍恩塔爾，律師和撒克遜部長
- 萊寧根-海德斯海姆的瓦茨拉夫·約瑟夫，帝國伯爵，巴登貴族
- 海因里希·萊因霍爾德，德國畫家和雕刻家

### 17日
- 路易斯·亞歷山大·德·阿爾比尼亞克，法國將軍
- 約翰·雅各·賓德海姆，德國化學家

### 18日
- 約翰·彼得·馮·費爾巴哈，德國政治官員
- 普拉西德斯·海因里希，德國本篤會僧侶和博物學家

### 19日
- 以撒·所羅門·安斯帕赫，瑞士新教神職人員和政治家

### 20日
- 弗里德里希·威廉·布林格，德國雕刻師
- 克利斯蒂安·弗裡德里希·奧古斯特·馮·梅丁，呂訥堡公國的世襲元帥和紋章師
- 約翰·安德列亞斯·馮·特雷特爾，德國工程師

### 21日
- 索菲·威廉明·莫塞維烏斯（Sophie Wilhelmine Mosewius），德國歌手

### 23日
- 約翰·卡爾·弗裡德里希·盧恩，德國醫生

### 25日
- 赫爾曼·羅亞茲（Hermann Royaards），荷蘭改革宗神學家
- 約翰·卡斯帕·魯夫，德國律師和圖書管理員

### 26日
- 約翰·戈特弗裡德·博恩曼，德國新教神職人員和當地歷史學家

### 27日
- 喬治·約翰·亞伯拉罕·貝爾瓦爾德，德國巴松管演奏家和小提琴家
- 奧古斯特·費迪南德·路德維希·多爾夫福特，德國藥劑師和維滕貝格市長
- 約翰·丹尼爾·桑德，教師、私人學者、書商、出版商、作曲家和浪漫主義的反對者

### 28日
- 路易絲·馮·霍爾泰，奧地利戲劇女演員
- 約翰·路德維希·克洛斯，德國醫生

### 31日
- 小約翰·奧古斯特·納爾，德國畫家
- 約翰·弗里德里希·內德哈特，德國教育家和校長
- 約翰·西奧多·萊因克，德國工程師

## 2月

### 1日
- 老邁納德·泰德曼，荷蘭法學家和歷史學家

### 2日
- 亞伯拉罕·亞倫，德國獎牌得主和模切師
- 恩斯特·科赫（Ernst Koch），德奧古典主義建築師

### 3日
- 亨里克·沙爾陶，瑞典牧師、傳教士和瑞典復興運動的贊助者，即所謂的沙爾圖主義

### 4日
- 卡爾·弗里德里希·威廉·伯格，德國農民
- 安德列·吉洛托·德·格蘭德夫，格蘭德夫伯爵和維勒迪厄伯爵，蒙圖森伯爵和莫萊塞斯伯爵
- 伯恩哈德·弗裡德里希·庫恩，瑞士政治家
- 卡爾·岡特·馮·施瓦茨堡-魯道爾施塔特，德國警察局長

### 5日
- 皮埃爾·加沃（Pierre Gaveaux），法國歌手和作曲家
- 尤斯圖斯·亨利·克利斯蒂安·赫爾穆斯，美國路德教會會長

### 6日
- 約翰·康諾利，羅馬天主教神父，紐約主教
- 威廉·尤斯蒂斯，美國政治家
- 西格蒙德·奧托·約瑟夫·馮·特雷斯科，企業家和土地擁有者

### 7日
- 弗朗茨·澤弗·阿曼德·伯格霍夫，奧地利作家、教育家、哲學家

### 9日
- 卡爾·弗裡德里希·奧古斯特·馮·達爾維克，拿騷高等上訴法院院長

### 11日
- 約翰·格奧爾格·阿諾德·馮·布羅克斯，漢薩同盟城市呂貝克的律師和議員
- 腓特烈四世，薩克森-哥達和阿爾滕堡公爵（1822年–1825年）
- 弗朗茨·彼得·尼克，德國天主教神職人員和大學教師
- 雷電玉右衛門，江戶時代的日本相撲選手

### 12日
- 阿洛伊斯·約瑟夫·亞當，德國法學家
- 弗里德里希·邁斯納，德國教育家和博物學家

### 13日
- 斐迪南德·昆茨，德國大學講師

### 14日
- 卡爾·馮·布賴滕斯特恩，德國律師，維斯馬市市長
- 羅伯特·林德特，法國大革命期間的政治家
- 喬治·撒母耳·阿爾伯特·梅林，德國改革宗牧師和哲學家

### 15日
- 埃莉諾·安妮·波登，英國詩人
- 羅格·揚·施梅爾彭寧克，荷蘭外交官和政治家
- 馬丁·恩斯特·馮·施利芬，德國將軍、政治家、作家和景觀設計師

### 16日
- 喬治·格森，丹麥作曲家

### 17日
- 瑪麗亞·安吉拉·阿丁赫利，義大利科學家和翻譯家
- 朱利安·瑪麗·科斯芒-克朱利安，法國海軍上將

### 18日
- 皮埃爾-法蘭索瓦·珀西，法國外科醫生和軍醫

### 19日
- 弗朗西斯科·德·伊麗莎，西班牙航海家和探險家
- 約翰·哈索恩，美國政治家

### 20日
- 弗朗茨·澤弗·霍赫比希勒，奧地利羅馬天主教神父

### 21日
- 約翰·厄德溫·克裡斯托夫·埃伯邁爾，德國醫生和植物學家
- 喬治·安東·克裡斯托夫·舍夫勒，德國教育家和語言學家

### 22日
- 埃莉諾·安妮·波登，英國詩人

### 23日
- 克利斯蒂安·弗裡德里希·格奧爾格·貝爾瓦爾德，瑞典小提琴家和音樂教育家

### 24日
- 托马斯·鲍德勒，英國內科醫生。
- 約翰·西蒙·布赫霍爾茨，德國管風琴製造商
- 約翰·彼得·艾希霍夫，啟蒙者和公關人員

### 25日
- 二十一點，原住民和反抗英國殖民的戰士
- 約翰·雅各·梅滕萊特，德國畫家、製圖員和蝕刻師
- 馬斯基托，原住民和反抗英國殖民的戰士
- 歌川豐國，日本木刻版畫大師（浮世繪）

### 28日
- 格蕾絲·甘迺迪，蘇格蘭作家
- 威利布羅德·范·奧斯，烏得勒支天主教大主教
- 弗朗西斯科·奎拉特，加泰隆尼亞指揮家和作曲家

## 3月

### 1日
- 約翰·布魯克斯，馬薩諸塞州醫生、軍官、州長
- 約翰·哈金，印第安戰士，肯塔基州最早的定居者之一

### 2日
- 菲力浦·雅各·特魯，瑞士公證人、雕塑家和獎章獲得者

### 4日
- 赫拉克勒斯·穆裡根，美國獨立戰爭期間的裁縫、間諜
- 約阿希姆·戈特弗裡德·丹克沃特，德國神學家

### 6日
- 撒母耳·帕爾，英國校長
- 艾蒂安·莫拉德，法國羅曼語語言學家、語言純粹主義者和詞典編纂者

### 7日
- 安德魯·艾倫，北美殖民地的英國政治家

### 8日
- 彼得·埃爾姆斯利，英國古典語言學家和教會歷史學家

### 9日
- 安娜·拉埃蒂茨娅·巴鲍德，英國詩人，散文家
- 約瑟夫·阿爾佈雷希特·馮·伊特納，德國作家、律師和外交官

### 10日
- 何塞·德·布斯塔曼特·格拉，西班牙政治家
- 約翰·約瑟夫·考施，西里西亞醫生和作家
- 卡爾·布蘭登·莫爾韋德，德國數學家和天文學家

### 11日
- 弗里德里希·梅茨勒，德國銀行家和藝術贊助人
- 約翰娜·卡羅琳·威廉明·斯帕齊爾，德國詩人和作家
- 約翰·格奧爾格·特倫德倫堡，德國語言學家和格但斯克市參議員

### 18日
- 弗里德里希·利奧波德·馮·基爾切森，普魯士律師和部長
- 斐迪南德·馮·呂寧克，科維王子主教和明斯特主教

### 19日
- 約瑟夫·阿洛伊斯·林克，歷史學家和天主教神學作家

### 20日
- 湯瑪斯·福雷斯特，美國政治家

### 22日
- 雅各·阿德斯，德國市長、銀行家和社會改革家

### 25日
- 安托萬·法布爾·德·奧利維特，法國作家
- 拉斐爾·皮爾，美國靜物畫家

### 26日
- 讓·文森特·費利克斯·拉穆魯，法國植物學家和動物學家

### 3月27日
- 第六代巴爾卡雷斯伯爵亞歷山大·琳賽，英國陸軍上將

### 3月28日
- 尊·佐治·積遜，美國政治人物

### 29日
- 小里滕·乔纳森·梅格斯，美國律師、政治家
- 約翰內斯·阿蒙，德國作曲家和音樂出版商
- Marie-Emmanuelle Bayon Louis，法國作曲家、鋼琴家、沙龍家

### 30日
- 加布里埃爾·德·赫杜維爾，法國騎兵將軍和政治家

### 日期不詳
- 讓·巴蒂斯特·庫皮安，德國皮革製造商和魯爾河畔米爾海姆市議員

## 4月

### 1日
- 喬治·威廉·弗雷賴斯，德國探險家和博物學家

### 2日
- 喬治·馬蒂亞斯·伯格，德國製表師

### 3日
- 奧托·馮·洛本，德國浪漫主義時期的德國作家和詩人

### 4日
- 卡爾·路德維希，霍恩洛厄-朗根堡家族親王
- 奧古斯特·勒貝雷希特·舍恩伯格，德國商人

### 5日
- 謝爾蓋·尼古拉耶維奇·蒂托夫，俄羅斯作曲家

### 6日
- 薩克森-希爾德布格豪森的路易絲，拿騷公爵夫人，薩克森-希爾德布格豪森公爵腓特烈的女兒。

### 7日
- 朱塞佩·薩維里奧·波利，義大利物理學家和博物學家
- 康拉德·坦納，艾因西德倫修道院院長

### 8日
- 亨利·布蘭得利，美國政治家

### 10日
- 卡西米爾·烏爾里希·博倫多夫，作家、詩人和歷史學家
- 保羅-路易士信使，法國古代和政治主題著作作者

### 13日
- 約瑟夫·格利內克，波希米亞-奧地利作曲家和鋼琴家
- 克裡斯托夫·卡西米爾·勒切，俄羅斯皇帝亞歷山大一世的總參謀醫師和私人醫師

### 14日
- 約瑟夫·迪克森，美國政治家

### 15日
- 弗朗索瓦·安托萬·亨利·德斯克羅伊齊耶斯，法國化學家

### 16日
- 約翰·海因里希·福斯利，瑞士裔英國畫家和公關人員

### 17日
- 约翰·亨利希·菲斯利，英國畫家、製圖員及藝術家。
- 阿洛伊斯·布羅克霍夫，德國教規，牧師，埃森修道院官員
- 海因里希·君特·馮·維茨萊本，普魯士少將，最後是衛兵、駐軍和傷殘軍的檢查員

### 18日
- 阿德奧達圖斯·巴比克，維也納Mekhitarists的第一任住持
- 弗拉基米爾·盧基奇·博羅維科夫斯基，俄羅斯畫家
- 約翰·斯皮克，牧師和改革宗神學家

### 19日
- 馬克-奧古斯特·瑞士百達，瑞士科學家
- 海因里希·恩斯特·馮·舍恩堡-羅奇斯堡，德國農民和綿羊飼養員

### 20日
- 約翰·邁克爾·席勒，德國藥劑師、化學家和作家

### 21日
- 約翰·弗里德里希·普法夫，德國數學家

### 22日
- 西吉斯蒙德·恩斯特·霍恩瓦特，奧地利天主教神父，林茨主教

### 23日
- 弗裡德里希·穆勒，德國畫家、敘述者、作詞家和戲劇家

### 24日
- 佩特魯斯·普斯特，艾希施泰特主教

### 25日
- 撒母耳·塔格特，美國政治家

### 26日
- 康拉德·安東·茲維爾萊因，德國醫生

### 27日
- 多米尼克-維萬特·德農，法國畫家、作家、外交官和藝術收藏家

### 29日
- 何塞·西恩富戈斯，古巴總督

### 30日
- 克利斯蒂安·格納西奇，德國新教神職人員和當地歷史學家
- 威廉·麥金托什，馬斯科吉酋長，《印第安斯普林斯條約》簽署人

## 5月

### 1日
- 弗裡德里希·奧古斯特·克羅姆，德國路德宗神學家

### 2日
- 亞當·塞伯特，美國政治家

### 3日
- 約翰·弗里德里希·內格爾，撒克遜畫家

### 4日
- Amasa 學習，美國政治家

### 6日
- 安妮·巴納德，蘇格蘭作家和藝術家

### 7日
- 西吉斯蒙德·馮·朗姆林，德國作曲家和藝術總監
- 安东尼奥·萨列里，作曲家、指揮家和音樂教師

### 8日
- 聖托雷迪桑塔羅薩，皮埃蒙特軍官和革命者

### 9日
- 戈特希爾夫·撒母耳·赫克，德語教師和神職人員
- 亞歷山大·費奧多羅維奇·拉布津，俄羅斯作家、神秘主義者、共濟會成員、Sionski Westnik 的翻譯和編輯

### 10日
- 約翰·加布里埃爾·馮·查斯特勒，奧地利將軍和工程師軍官

### 15日
- 約翰·戈特弗裡德·克內施克，德國教育家
- 恩斯特·朱利葉斯·沃爾奇，德國新教神職人員和教育家

### 17日
- 斯坦尼斯勞·馬泰，義大利作曲家和音樂理論家

### 18日
- 弗裡德里希·恩斯特·卡爾·梅羅，德國法學教師和法官

### 19日
- 皮埃爾·約瑟夫·哈伯特，法國步兵將軍
- 亨利·德·圣西门，貴族，美國獨立戰爭的軍官，理論家和公關人員

### 20日
- 格裡戈里奧斯·迪基奧斯，希臘自由鬥士

### 21日
- 索菲·馮·庫登霍芬，德國貴族
- 斯捷潘·伊萬諾維奇·達維多夫，俄羅斯作曲家

### 22日
- 拉斯卡琳娜·布布利納，希臘獨立鬥士
- 多梅尼科·科里，義大利作曲家
- 約翰·海因里希·邁尼爾，德國大學講師、教育家、青年作家、浪漫學者和詞典編纂者

### 23日
- 古斯塔夫·萊因霍爾德·尼蘭德，愛沙尼亞傳教士和非洲主義者

### 30日
- 約翰·恩斯特·法布里，作家、地理學家

### 31日
- 羅伯特·伯頓，美國政治家
- 喬治·查默斯，英國政治作家

## 6月

### 1日
- 弗里德里希·撒母耳·格斯塔克，德國歌劇演唱家（男高音）

### 2日
- 卡爾·威廉·薩利斯-伯爵夫人，浪漫主義時期的西里西亞詩人

### 3日
- 湯瑪斯·馬丁，英國植物學家
- 湯瑪斯·懷恩斯，美國政治家

### 4日
- 約翰·亞當，英國公務員和威廉堡臨時總督
- 約翰·巴爾塔薩·格豪瑟，德國神學家和大學講師

### 5日
- 奧德修斯安德魯索斯，希臘自由鬥士
- 斐迪南德·馮·布布納和利蒂茨，奧地利陸軍元帥中尉

### 7日
- 卡爾·戈特洛布·豪修斯，德國新教神職人員和作家

### 8日
- 本尼迪克特·克利斯蒂安·沃格爾，德國醫生、植物學家和大學講師

### 9日
- 波利娜·波拿巴，帕爾馬公爵夫人

### 10日
- 伯恩哈德·克萊夫克，福音派路德宗神學家，漢堡主任牧師
- 托裡比奧·羅德裡格斯·德·門多薩，秘魯獨立的先驅

### 11日
- 丹尼尔·D·汤普金斯，美國第6任副總統
- 彼得·維拉姆，德國神學家和教育家

### 12日
- 阿諾德·馬林克羅特，德國作家、出版商和公關人員

### 13日
- 約翰·彼得·梅爾基奧爾，德國雕塑家和瓷器設計師

### 14日
- 皮埃爾·查理斯·朗方特，法國建築師
- 約翰·克利斯蒂安·瓦格納，德國法學家

### 15日
- 約翰·弗里德里希·埃布納，德國出版商

### 17日
- 約瑟夫·巴爾巴奇，奧地利少將
- 安塞姆·卡爾·埃爾沃特，黑森州和政府議員
- 赫利亞斯·梅德，改革宗神學家

### 19日
- 路德維希·弗里德里希·君特·安德列亞斯·馮·雅戈，普魯士皇家少將和國王的長期副官

### 21日
- 約翰·弗里德里希·法修斯，德國教育家和古典語言學家
- 阿道夫·馮·哈克，步兵將軍

### 22日
- 约翰·卡尔·布尔克哈特，德國天文學家暨數學家

### 25日
- 弗里德里希·卡爾·馮·阿勒費爾特，中尉和將軍

### 27日
- 多梅尼科·萬蒂尼，義大利畫家
- 海因里希·威廉·拉瓦茨，德國劇作家、詩人、尤特森修道院的辛蒂克和司法委員
- 愛德華·皮戈特，英國天文學家

### 28日
- 马蒂亚斯·埃德勒，奧地利木雕師、機械師、發明家和表演者

### 29日
- Carlo Zen（禪卡洛），義大利羅馬天主教主教

### 30日
- 弗里德里希·威廉·亨普裡奇，普魯士博物學家、動物學家和醫生

## 7月

### 1日
- 威廉·梅西，天主教神學家

### 3日
- 約翰內斯·白令，德國哲學家
- 約翰·弗里德里希·克利斯蒂安·斯賓納，哈姆 Märkische Kriegs- und TDomainkammer 議員和市長（自 1809 年起）

### 6日
- 弗雷德里克·馮·哈克斯特豪森，挪威-丹麥官員，挪威第一任政府首腦兼財政部長

### 8日
- 埃德梅·艾梅·盧科特，法國將軍

### 9日
- 哈特曼·威特沃，利沃夫的奧地利雕塑家

### 10日
- 索特纳木多布济，清朝蒙古王公、額駙。
- 路德維希·費舍爾，德國歌劇演唱家
- 安東·馮·哈登伯格，德國政治家和詩人
- 安德列亞斯·約瑟夫·施瑙伯特，德國法學家

### 7月12日
- 多蘿西婭·馮·羅德-施洛澤，德國學者

### 15日
- 大衛·奧克特洛尼，馬薩諸塞州出生的東印度公司將軍

### 19日
- 路德維希·威廉·齊默爾曼，德國化學家、礦物學家和大學講師

### 26日
- 海因里希·克裡斯托夫·尤索，德國建築師和園林設計師

### 27日
- 雅各·路德維希·所羅門·巴托爾迪，普魯士外交官
- 讓-巴蒂斯特·戈達爾，專門研究蝴蝶的法國昆蟲學家

## 8月

### 1日
- 喬治·格羅寧，不來梅市議員、參議員和市長

### 3日
- 安布羅焦·米諾亞，義大利作曲家、音樂教授
- Friedrich Karl zu Löwenstein-Wertheim-Freudenberg，德國王子

### 4日
- 弗雷德里克·貝茨，美國政治家，密蘇里州州長

### 5日
- 特蕾修斯·馮·塞肯多夫-亞伯達爾，德國傳記作家、浪漫語言學家、西班牙裔作家和詞典編纂者

### 9日
- 本傑明·弗里德里希·哈赫，德國律師和政治家

### 11日
- 漢斯·格拉夫·馮·比洛，德國政治家
- 弗朗茨·埃貢·馮·菲爾斯滕貝格，帕德博恩和希爾德斯海姆的王子主教

### 14日
- Anthony Boldewijn Gijsbert van Dedem van den Gelder，荷蘭將軍在法國服役

### 15日
- 喬治·奧特勞，美國政治家

### 16日
- 查尔斯·科茨沃斯·平克尼，美國開國元勛、南卡羅來納州政治家、獨立戰爭時期大陸軍準將，簽署美國憲法的制憲會議代表。

### 17日
- 雷諾·泰勒，英國作曲家、管風琴家和音樂教師
- 約翰·雅各·海因里希·韋斯特法爾，德國管風琴家、教師和音樂收藏家

### 19日
- 約翰·馬格努斯·馮·貝爾，波羅的海德國政治家

### 20日
- 第一代拉德斯托克男爵威廉·瓦爾德格雷夫，英國海軍上將，紐芬蘭總督

### 25日
- 雅克·路易·德·布爾農，法國礦物學家

### 29日
- 馬丁·布斯，羅馬天主教神父和神學教授
- 約翰·康拉德·威廉·佩蒂斯庫斯，德國神職人員、音樂作家、音樂家和作家

### 30日
- 約翰·阿洛伊斯·約瑟夫·馮·胡格爾，外交官、政治家和帝國專員
- 海因里希十五世·羅伊斯·祖·格賴茨，格賴茨的羅伊斯王子

### 31日
- 何西阿·莫菲特，美國律師和政治家

## 9月

### 2日
- 戈特弗里德·陶伯，德國儀器轉銷商和配鏡師

### 7日
- 海因里希·威廉·弗裡德里希·馮·克萊斯特，普魯士法官

### 9日
- 魯道夫·艾克邁爾，美因茨和萊茵黑森的大學講師、軍官和政治家
- 約瑟夫·瑪麗亞·皮奧塔茨，普魯士和威斯特伐利亞公務員

### 11日
- 克利斯蒂安·雅各·薩利斯-伯爵夫人，西里西亞商人、當地政治家和浪漫主義作家

### 13日
- 路易吉·巴西，義大利歌劇演唱家

### 14日
- 克裡斯托夫·弗里德里希·萊爾斯，Leer孤兒院的創始人，包括圖書館，地方法官和製造商

### 15日
- 曼努埃爾·阿巴德·奎波，西班牙教規律師和主教

### 16日
- 弗朗西斯科·卡爾賓斯基，波蘭作家

### 17日
- 克利斯蒂安·本傑明·克萊因，德國管風琴家和清唱家
- 海梅·克魯斯·馬蒂，塔拉戈納大主教和西班牙政治家

### 21日
- 格哈德·莫裡茨·馮·施勞恩，奧地利軍官

### 22日
- 丹尼爾·尼古拉斯·朗格，德國船東和商人

### 23日
- 阿達爾伯特·哈恩，普拉滕的牧師
- 佩德羅·馬里盧斯·加塞斯，天主教神父、修士和殉道者

### 24日
- 亞倫·萊爾，美國政治家
- 彼得·保羅·多布里，英國古典語言學家

### 26日
- 何塞·贝纳多·德·塔格莱，秘魯總統

### 28日
- 芭芭拉·克拉夫特，奧地利畫家

### 29日
- 丹尼爾·謝伊斯，美國士兵、革命家和農民
- 巴爾澤·彼得·馮·瓦爾，格賴夫斯瓦爾德的德國商人和商務顧問

## 10月

### 4日
- 喬遠炳，清朝政治人物、詩人
- 卡爾·路德維希·迪翠希·馮·格明根，符騰堡州張伯倫和黑森林區政府主任

### 6日
- 贝尔纳·热尔曼·德·拉塞佩德，法國博物學家

### 7日
- 約翰·巴蒂斯特·莫拉特，德國音樂家和作曲家

### 8日
- 馬蒂亞斯·馬丁，德國管風琴製造商
- 伯恩哈德·納塔內爾·戈特洛布·施雷格，德國醫生、外科醫生和大學講師

### 10月9日
- 露西亞·彼特，挪威慈善家

### 10日
- 海因里希·馮·博克，貝爾吉施和普魯士公務員
- 德米特里·博尔特尼扬斯基，烏克蘭作曲家

### 11日
- 朱利葉斯·格奧爾格·保羅·杜羅伊，德國法學家和不倫瑞克省議員

### 12日
- 弗朗茨·約瑟夫·穆勒·馮·賴興斯坦，奧地利科學家和碲元素的發現者

### 13日
- 马克西米利安一世，巴伐利亚国王

### 14日
- 喬治·克利斯蒂安·納普，新教神學家

### 15日
- 湯瑪斯·沃格特，德國神職人員，神學作家，羅滕堡聖公會神學院院長

### 17日
- 彼得·馮·溫特，德國古典音樂作曲家

### 18日
- 西克斯圖斯·巴赫曼，德國管風琴家、作曲家和神職人員

### 20日
- 吉羅拉莫·盧切西尼，義大利侍從、作家和圖書管理員

### 21日
- 弗里德里希·西奧多·馮·舒伯特，德國天文學家

### 28日
- 卡爾·安布羅斯·格魯茨-魯赫蒂，瑞士神職人員
- 馬蒂亞斯·梅特涅，美因茨雅各賓，數學家，大學教授，政治家，公關人員

## 11月

### 7日
- 夏洛特·達克雷，英國哥特式小說家
- 所羅門·P·夏普，美國政治家

### 8日
- 弗里德里希·朱利葉斯·馮·克涅斯特，德國律師和地主

### 9日
- 弗里德里希·赫爾維格，德國歌手、演員和導演

### 10日
- 湯瑪斯·麥克多諾，美國海軍軍官
- 約瑟夫·馬特斯伯格，奧地利雕塑家

### 11日
- 阿道夫·費利克斯·海因里希·波塞，德國法學家

### 12日
- 路易士-瑪麗-查理斯·梅西耶·杜帕蒂，法國雕塑家
- 卡爾·勒貝雷希特·梅索，德國新教神職人員

### 13日
- 克利斯蒂安·霍恩鮑姆，聖歌詩人，希爾德堡豪森鄉村報紙的聯合編輯

### 14日
- 让·保罗，德國作家，德國浪漫主義文學的先驅。
- 喬治·阿爾佈雷希特·傑林，東弗里斯蘭景觀秘書，Mühlenbrandsozietät的第二任主任
- 齊格蒙德·威廉·斯皮茨納，德國新教神學家和法學家

### 17日
- 丹尼爾·伯傑，德國雕刻師和教授
- 沃爾特·利克，美國密西西比州參議員兼州長
- 約翰·戈特弗裡德·施泰因豪瑟，德國物理學家、數學家、礦工和律師

### 19日
- Jan Václav Voříšek，捷克作曲家

### 22日
- 詹姆斯·平德爾，美國政治家

### 24日
- 卡爾·弗里德里希·亨斯勒，奧地利戲劇導演和戲劇作家
- 弗裡德里希·伯恩哈德·馮·威克德，德國教育家和剪影切割師

### 28日
- 馬克西米利安·福伊，法國將軍和政治家

### 29日
- 喬治·弗里德里希·卡爾·君特，德國教育家
- 威廉·赫爾，美國政治家和軍官

### 30日
- 喬治·馮·哈伯曼，巴伐利亞少將

## 12月

### 1日
- 亞歷山大一世，俄國沙皇
- 伊莉莎白·庫爾曼，德俄詩人

### 5日
- 安托萬-亞歷山大·巴比爾，法國神父、圖書管理員和書目編纂者

### 6日
- 辛里希·杜爾茨（Hinrich Dultz），德國船東和商人

### 7日
- 詹姆斯·詹森，美國政治家

### 10日
- 路易吉·埃爾科拉尼，羅馬天主教紅衣主教

### 11日
- 弗洛裡安·科瓦奇，Satu Mare羅馬天主教會主教（Sathmar）

### 14日
- 馬修斯·羅德，漢薩同盟城市呂貝克市的商人和市長

### 15日
- 特魯德珀特·紐加特，德國哲學家、神學家和東方學家，馬丁·格伯特親王的宮廷牧師和修道院檔案管理員

### 18日
- 克利斯蒂安·奧古斯特·塞姆勒，德國學者作家

### 19日
- 弗朗茨·溫澤爾·馮·考尼茨-里特貝格，奧地利將軍和條頓騎士團指揮官

### 22日
- 路德維希·安東·哈斯勒，德國天主教神學家

### 25日
- 弗裡德里希·海因里希·馮·弗裡德里希·馮德萊恩，德國企業家和克雷費爾德市長

### 26日
- 弗里德里希·約翰·克裡斯托夫·克萊曼，德國新教神職人員和私人學者

### 27日
- 米哈伊爾·安德列耶維奇·米洛拉多維奇，俄羅斯將軍

### 28日
- 讓-鄧尼斯·巴比埃·杜·博卡奇，法國地理學家和製圖師
- 路德維希·尼克勞斯·馮·施圖勒，俄羅斯伯爾尼建築文員和官員
- 詹姆斯·威尔金森，美國將軍

### 29日
- 朱塞佩·坎比尼（Giuseppe Cambini），義大利作曲家和小提琴家
- 雅克-路易·大卫，法國畫家
- 弗朗茨·弗萊因德勒，神職人員、神學家和作家
- 路易斯·莫裡斯，美國政治家

### 30日
- 威廉·雷拜因（Wilhelm Rehbein），德國醫生

### 日期不詳
- 卡爾·海因里希·阿爾佈雷希特·馮·諾布勞赫，德國管風琴製造商

## 日期不詳
- 黄丕烈，中國藏書家
- 瑪麗亞·安吉拉·阿丁赫利，義大利科學翻譯家
- 喬瓦尼·鮑桑（Giovanni Bausan）	那不勒斯王國海軍軍官和政治家
- 瑪麗-吉納維耶夫·布利亞爾	法國古典主義畫家
- 雅各·庫爾坦	德國管風琴製造商
- Hadži Prodan Gligorijević	塞爾維亞王子和軍人
- 戈特弗裡德·恩斯特·格羅德克	德國古典語言學家
- 亞伯拉罕·耶霍舒亞·赫舍爾	拉比和哈西德·扎迪克
- 馬克西明·伊斯納德	法國大革命中的政治家
- 克裡斯托夫·海因里希·克尼普	德國肖像、壁畫和風景畫家
- 喬治·馬蒂亞斯·馮·柯尼希	巴伐利亞批發商和肯普滕市議員
- 讓·拉菲特	法國海盜
- 拉魯·拉爾	印地語教師
- 查理斯-約瑟夫·梅耶	法國作家和作家
- 佩德羅·門迪努埃塔·穆茲奎茲	西班牙軍官和殖民地行政長官
- 約翰·魯道夫·邁耶	企業家、博物學家和登山家
- 威廉·米勒	美國政治家
- 阿爾芒·瑪麗·雅克·德·查斯特內·德·普伊塞古爾	法國哲學家，催眠術獨立副線的創始人
- 胡安·恩里克·羅薩萊斯	智利第一屆政府軍政府成員
- 泰克爾·吉約吉斯一世	衣索比亞的Negus Negest（皇帝）（1779-1800，有4次中斷）
- 科斯坦迪斯·特裡庫皮斯	希臘士兵，希臘獨立戰爭的參與者（1821-1829）
- 伊萬·瓦爾瓦基斯	希臘血統的俄羅斯貴族，希臘革命的積极參與者
- 何塞普·維尼亞爾斯·加利	加泰羅尼亞作曲家、管風琴家和樂器演奏家